# Конвеєрний перевантажувач
Конвеєрний перевантажувач – пристрій для перевантаження гірничої маси, наприклад, від прохідницького комбайна (навантажувальної машини) на конвеєр або у вагонетки, від екскаватора до основної лінії конвеєрів тощо. Конвеєрний перевантажувач – допоміжна конвеєрна установка, що служить проміжною з’єднувальною ланкою між виймально-навантажувальним і основним транспортним обладнанням або окремими ланками транспортного ланцюга. Застосовується при відкритій і підземній розробках родовищ корисних копалин. Наприклад, може виконувати функцію перевантаження породи (гірничої маси) від екскаватора на конвеєр, між конвеєрами (конвеєрними лініями), конвеєром і відвалоутворювачем та ін. 
Кар’єрні конвеєрні перевантажувачі за призначенням поділяють на вибійні і міжуступні; за конструктивними ознаками – неповоротні, частково і повністю поворотні, з однією двоконсольною стрілою, двома консольними стрілами, однією консольною стрілою мостового типу (див. мостовий перевантажувач), з незалежним поворотом двох стріл і з однією поворотною стрілою, з підіймальними і нерухомими стрілами; за типом ходового устаткування – на пневмоходу, гусеничному, рейковому, крокуючому та комбіновані. 
Продуктивність кар’єрних конвеєрних перевантажувачів 5–10 тис. м3/год, довжина – 60–80 м, ширина конвеєрної стрічки – до 2500 мм. 

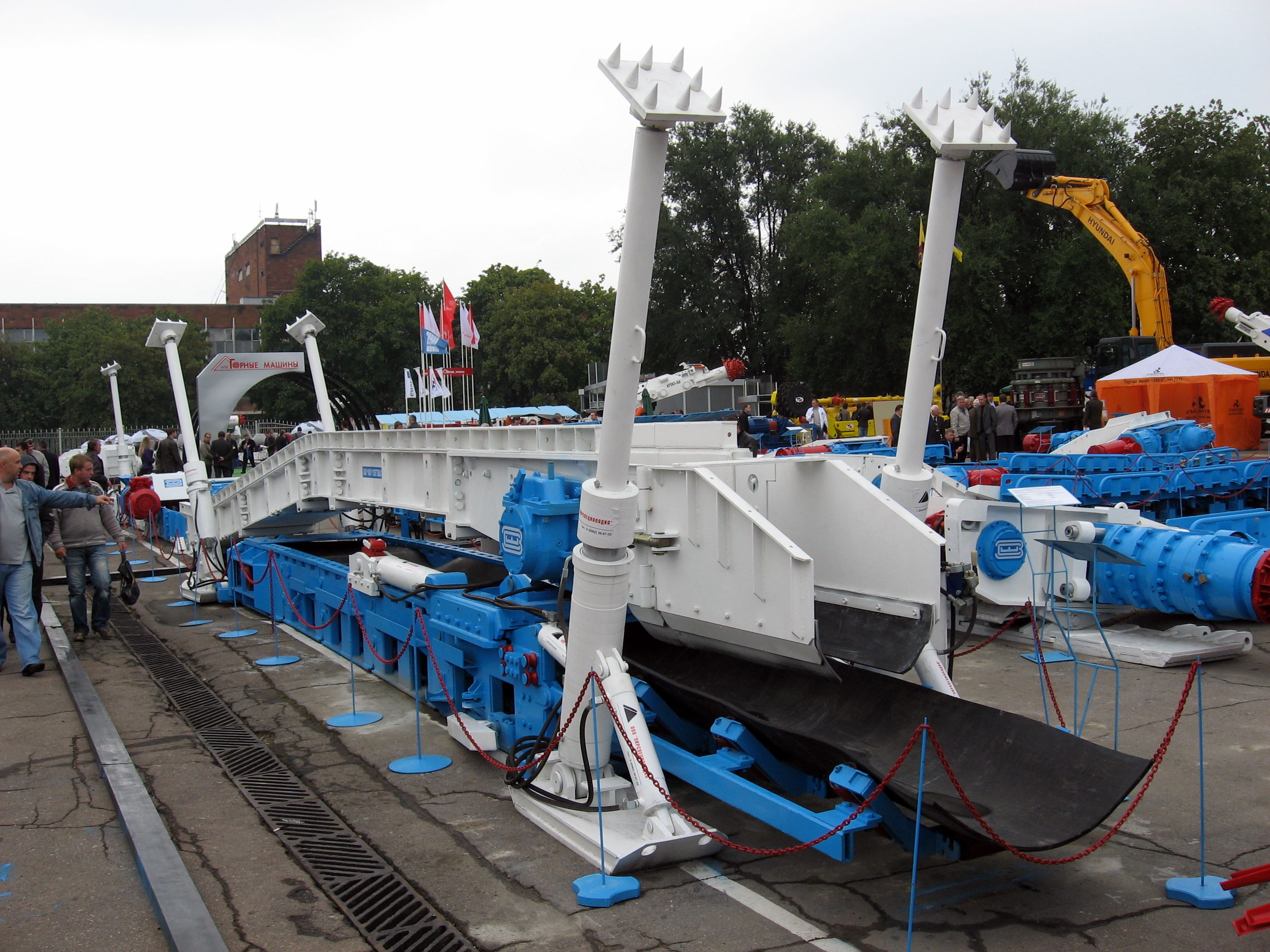
Штрековий перевантажувач серії ПТК

Шахтні перевантажувачі – пересувні скребкові або стрічкові конвеєри довжиною 15 – 65 м.
Скребкові конвеєрні перевантажувачі вугільних шахт – приставні і насувні конструкції, що встановлюються під конвеєром очисного вибою в хвостовій частині стрічкового штрекового конвеєра.
Приставні конвеєрні перевантажувачі використовують з стрічковими телескопічними конвеєрами.
Насувні конвеєрні перевантажувачі, що мають насувну головну частину, забезпечують безперервне просування лави на певну довжину без скорочення або подовження штрекового стрічкового конвеєра. В міру посування лави конвеєрні перевантажувачі переміщують по ґрунту за допомогою лебідок або домкратів. Продуктивність скребкових конвеєрних перевантажувачів 200–600 т/год.
Скребкові конвеєрні перевантажувачі рудних (калійних) шахт (бункер-перевантажувачі) являють собою бункери на колесах, в днищі яких вбудований скребковий конвеєр. Використовують їх спільно з прохідницько-видобувним комбайном і самохідним вагоном (камерно-стовпова система розробки).
Шахтні стрічкові конвеєрні перевантажувачі здебільшого використовують при проведенні підготовчих виробок комбайновим або буровибуховим способом; їх встановлюють між прохідницьким комбайном або навантажувальною машиною і основними транспортними засобами.